# Combat de Fougères (1793)

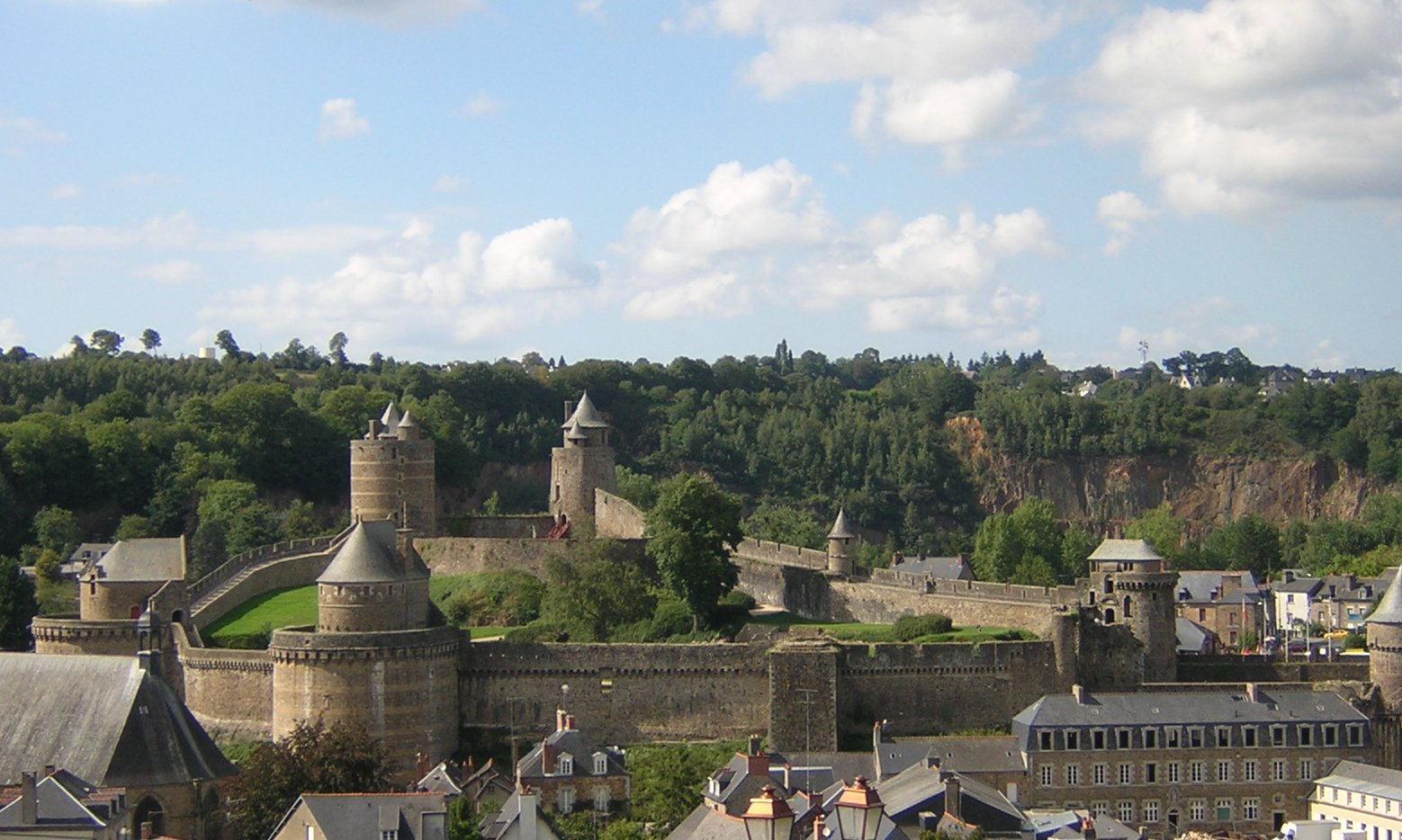
Vista general del castell de Fougères

La batalla de Fougères va tenir lloc el 19 de març de 1793 arran d'una revolta camperola contra l'impost de masses durant la Pre-Chouannerie.

## Preludi
El 19 de març, cap al migdia, els pagesos revoltats reunits a Landéan van decidir anar a Fougères.
A Fougères, els representants Billaud-Varenne i Sevestre informen l'alcalde Lesueur i l'administració del districte dels inicis de la insurrecció abans de marxar cap a Rennes. Per a la seva defensa, el lloc compta amb una vintena de gendarmes i una forta guàrdia nacional de 500 homes sota les ordres de Delise, però havent estat enviada una companyia a Rennes, es redueix a 400 homes. Aquestes forces estan reforçades per diversos ciutadans armats.

## La lluita
Els rebels de la concentració de Landé, als quals es van unir aviat els de Laignelet, es van aturar a prop de l'hospici, a prop d'un quilòmetre de la població1. Un dels caps, Trauroux de Kermarec els dissuadeix d'atacar una ciutat tan ben fortificada. Aleshores s'enviava una diputació de vuit o nou homes a les dues de la tarda per negociar amb els patriotes. Al·legant ser representants de les parròquies de Landéan, La Bazouges-du-Désert, Louvigné-du-Désert, Saint-Germain-en-Coglès, Parigné, Le Châtellier i d'altres, demanen el final del sorteig. El districte va respondre que faria valer els drets de les parròquies davant la Convenció i que els ciutadans no es veurien molestats pel sorteig.
Però aquesta declaració no convenç als revoltats, a les set del vespre, intenten entrar a la ciutat. Aleshores, els Guàrdies Nacionals van obrir foc, van disparar els seus canons i en pocs minuts van repel·lir els pagesos que es van retirar cap al bosc, deixant dos morts i molts ferits contra només uns quants ferits per als patriotes.

## Repressió
Després de la seva derrota, els pagesos es van dispersar, però l'endemà, 20 de març, l'alcalde de la ciutat de Parcé, el seu germà i un altre patriota van ser afusellats pels revoltats. Els republicans passen llavors a la repressió. Reunint 600 guàrdies nacionals de les comunes patriòtiques del Pays de Fougères i els seus voltants, els patriotes recuperen el control de les parròquies insurgents, s'ocupen d'algunes escaramuzas i capturen diversos camperols. El 24 de març va ser sufocada la insurrecció, en total els pagesos van perdre 15 homes morts i un centenar de presoners. Aleshores es crea una comissió militar per jutjar els rebels, diversos són condemnats a mort. El 13 d'abril, la guillotina opera per primera vegada a Fougères i decapita 10 persones, la majoria executades per la mort de l'alcalde de Parcé, altres són afusellats però no se'n sap el nombre, 59 presos més són alliberats, d'altres són condemnats a detenció, inclòs Bossard, i tancat al castell de Fougères. Després, el 21 de maig, 27 presos van ser jutjats, 4 d'ells, entre ells una dona, van ser condemnats a mort i guillotinats l'endemà. Entre ells, un dels caps, Julien Auguste Le Tanneur des Villettes, el cap del qual va estar exposat al campanar de Landéan.
Julien Bossard va aconseguir fugir del castell de Fougères el setembre de 1793 i es va amagar durant diversos mesos en un passatge subterrani situat al camp de Cornulais, a la comuna de Parigné. Però el lloc del seu amagatall va acabar sent denunciat al Comitè Revolucionari per un veí del barri que va afirmar que també era utilitzat per sacerdots i chouans refractaris. El 27 d'abril de 1794 els soldats republicans van entrar al lloc clandesti i van trobar a Julien Bossard que va morir després d'intentar resistir.